# Gambusia gaigei
Gambusia gaigei är en fiskart i familjen levandefödande tandkarpar. Den förekom tidigare endemiskt i floden Rio Grande i den så kallade "Big Bend"-regionen av Texas – dock ej i den del av Big Bend som ligger i Colorado – men lever nu uteslutande i en konstgjord damm i Big Bend nationalpark. Dammen får tillflöde av friskt vatten från en naturlig vattenkälla.

## Utseende
Arten är en liten men robust fisk som i sällsynta fall kan bli 5,4 mm lång, men sällan blir över 2,3 mm. Förutom genom storleken skiljs könen från varandra genom honans större buk, och genom att analfenan hos hanen är omvandlad till ett kanalförsett parningsorgan – ett så kallat gonopodium. Både hane och hona är till färgen företrädesvis ljust grå, med transparenta till grå fenor.

## Fortplantning
Hos Gambusia gaigei sker fortplantningen genom inre befruktning, där hanens gonopodium används som parningsorgan. Arten är vivipar och honan föder sålunda levande ungar. Dräktighetstiden är 28 dygn varefter honan vanligtvis föder fram 10–15, men ibland upp till och med 20 ungar. Detta kan upprepas mellan 2 och 6 gånger per säsong, även utan mellanliggande parningar, eftersom honan som hos alla Gambusia kan spara livskraftig sperma i äggledarna genom så kallad förrådsbefruktning.